# Monster (film)
Monster – obyczajowy dramat kryminalny produkcji amerykańsko-niemieckiej z 2003 roku, w reżyserii Patty Jenkins. Zdjęcia kręcono na Florydzie.

## Obsada
- Christina Ricci – Selby Wall
- Charlize Theron – Aileen Wuornos
- Annie Corley – Donna Tentler
- Pruitt Taylor Vince – Gene
- Lee Tergesen – Vincent Corey
- Bruce Dern – Thomas
- Marco St. John – Evan
- Scott Wilson – Horton Rohrbach
- Bubba Baker – Cubby
- T. Robert Pigott – Barman
- Marc Macaulay – Will Grueser
- Romonda Shaver – Pracownica agencji pracy
- Brett Rice – Charles
- Glenn R. Wilder – Kierownik restauracji

## Opis fabuły
Oparta na autentycznych wydarzeniach historia życia seryjnej morderczyni – Aileen Wuornos.
Akcja rozpoczyna się spotkaniem prostytutki Aileen i młodej lesbijki Selby, która niemalże od razu okazuje Aileen swoją sympatię. Powoli znajomość kobiet zmienia się w romans, pomimo zachowawczości Aileen. Selby porzuca dla swojej kochanki dotychczasowe życie i obie wprowadzają się do motelu. Aileen – pobita i zgwałcona przez jednego ze swoich klientów – mści się na nim, zabijając go, po czym zabiera jego pieniądze. Prowadzi to do dalszych morderstw – każde kolejne jest bardziej brutalne od poprzedniego. Po kilku morderstwach zostaje zatrzymana i oskarżona. Pomocna w schwytaniu morderczyni okazuje się Selby. Sąd skazuje Aileen na karę śmierci.

## Wyróżnienia
Wygrane
- 2004: Charlize Theron, Oscar najlepsza aktorka
- 2004: Charlize Theron, Srebrny Niedźwiedź najlepsza aktorka Berlinale
- 2004: Charlize Theron, Złoty Glob najlepsza aktorka dramatyczna

Nominacje
- 2005: Charlize Theron BAFTA najlepsza aktorka
- 2004: Charlize Theron, MTV Movie Awards najlepsza rola kobieca
- 2004: Charlize Theron, Christina Ricci, MTV Movie Awards najlepszy pocałunek
- 2004: Patty Jenkins, Złoty Niedźwiedź Berlinale